# Schoorberggroeve II

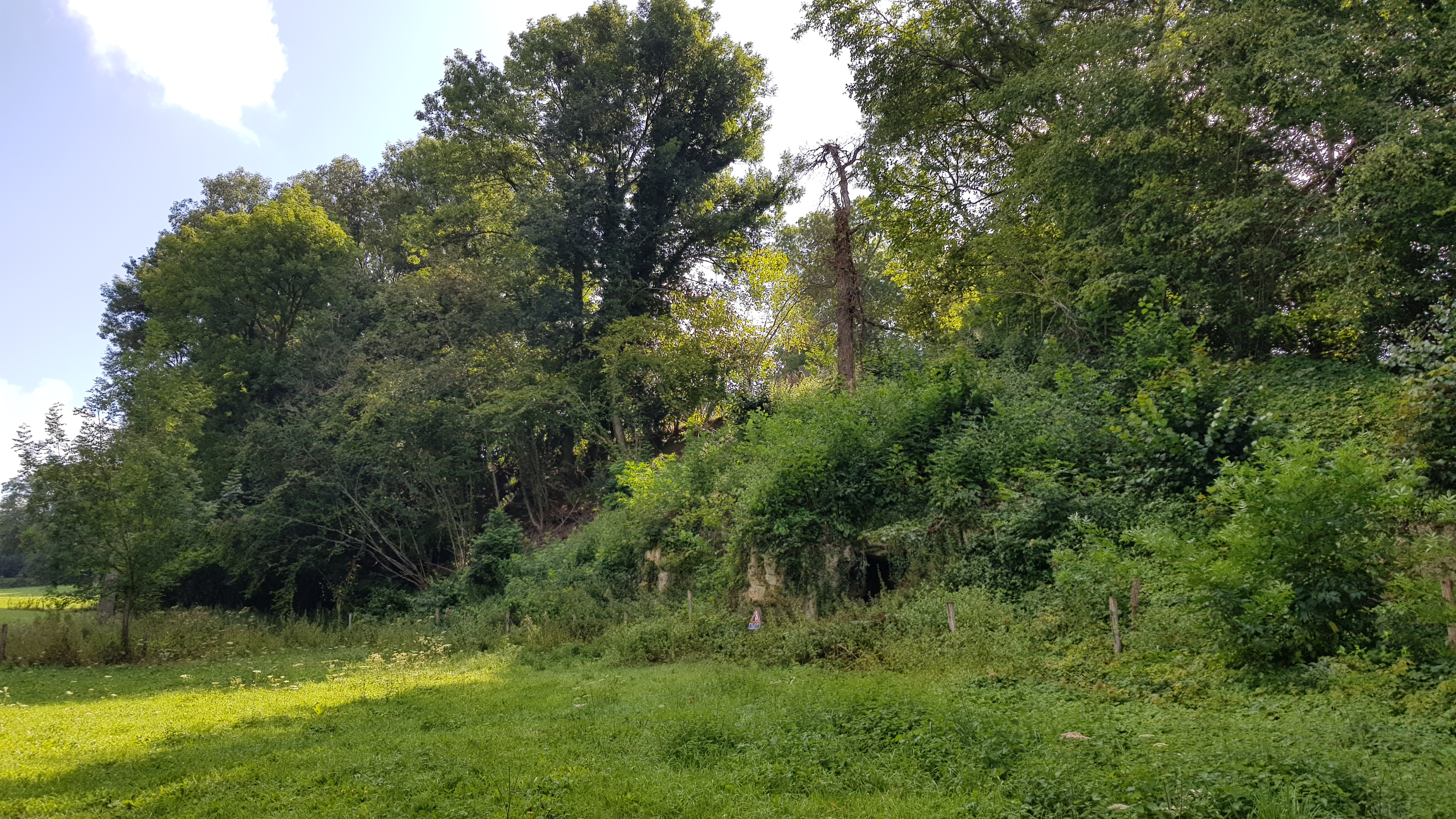
Schoorberggroeve II

De Schoorberggroeve II is een Limburgse mergelgroeve in de Nederlandse gemeente Eijsden-Margraten in Zuid-Limburg. De ondergrondse groeve ligt ten zuidoosten van Bemelen, ten zuidoosten van de Mettenberg en ten westen van 't Rooth. De groeve ligt aan de westkant van het Plateau van Margraten in de overgang naar het Maasdal. De groeve ligt in het gebied van Bemelerberg & Schiepersberg.
Op ongeveer 400 meter naar het oosten ligt Groeve 't Rooth, op ongeveer 100 meter naar het zuidwesten ligt de ingang van de Roothergroeve en de Schoorberggroeve I en op 250 meter naar het westen ligt Mettenberggroeve V met Kalkoven De Valk.

## Geschiedenis
De groeve werd door blokbrekers ontgonnen voor de winning van kalksteenblokken.

## Groeve
De Schoorberggroeve II is een middelgrote kalksteengroeve. De groeve heeft twee ingangen en het groevestelsel gaat ongeveer 50 meter diep de heuvel in. Vanuit Schoorberggroeve II is er één ondergrondse verbinding gemaakt met Schoorberggroeve I.
De ingang van de groeve is afgesloten met traliewerk, zodat vleermuizen de groeve kunnen gebruiken als verblijfplaats.
De groeve wordt beheerd door het Het Limburgs Landschap. De groeve is op veiligheid onderzocht en werd voor 2015 afgekeurd.